# أيمن سمير حنايني
أيمن سمير حنايني (مواليد 4 مايو 1984 في سان رافاييل) هو لاعب كرة قدم فرنسي من أصل جزائري يلعب في فريق إيه أس كانيت روشيفيل [الإنجليزية] في الدوري الفرنسي الدرجة الوطنية 3.

## سيرة
ولد في فرنسا في عائلة حنيني التي يرجع أصولها إلى مدينة الشلف بالجزائر.

## المشوار الكروي
في 24 يناير 2007، ظهر لأول مرة في بطولة الدوري الفرنسي ضد سوشو.
في 6 يوليو 2010، أُعير إلى نادي الدوري الفرنسي الدرجة الثالثة نادي فريجوس لموسم 2010-2011.

## روابط خارجية
- أيمن سمير حنايني على موقع رابطة كرة القدم الفرنسية للمحترفين (الإنجليزية)
- أيمن سمير حنايني على موقع قاعدة بيانات كرة القدم.إي يو (الإنجليزية)
- أيمن سمير حنايني على موقع Soccerway.com (الإنجليزية)